# オリンピスキ・スタジアム
オリンピスキ・スタジアム（ウクライナ語:Національний спортивний комплекс "Олімпійський", 英語:Olimpiyskiy National Sports Complex）は、ウクライナの首都キーウにある競技場である。ウクライナでは最大の規模を誇る。

## 概要
1923年8月12日に供用を開始。サッカーのFCアルセナル・キエフの本拠地として使用されているが、FCディナモ・キーウが重要な国際試合や国内試合を開催する際は、同競技場で試合を行う。
1980年モスクワオリンピックではサッカーの予選会場として使用された。
2008年より老朽化したスタジアムの全面改築工事に着手し2011年10月9日、同国のヴィクトル・ヤヌコーヴィチ大統領の出席の下、再び供用が開始された。
2012年7月1日にEURO 2012の決勝戦が、2018年5月27日にはUEFAチャンピオンズリーグ決勝が行われた。

## アクセス
- キーウ地下鉄オリンピスカ駅から約300m、パラッツスポルト駅から約400m。

## ギャラリー

スタジアム外観
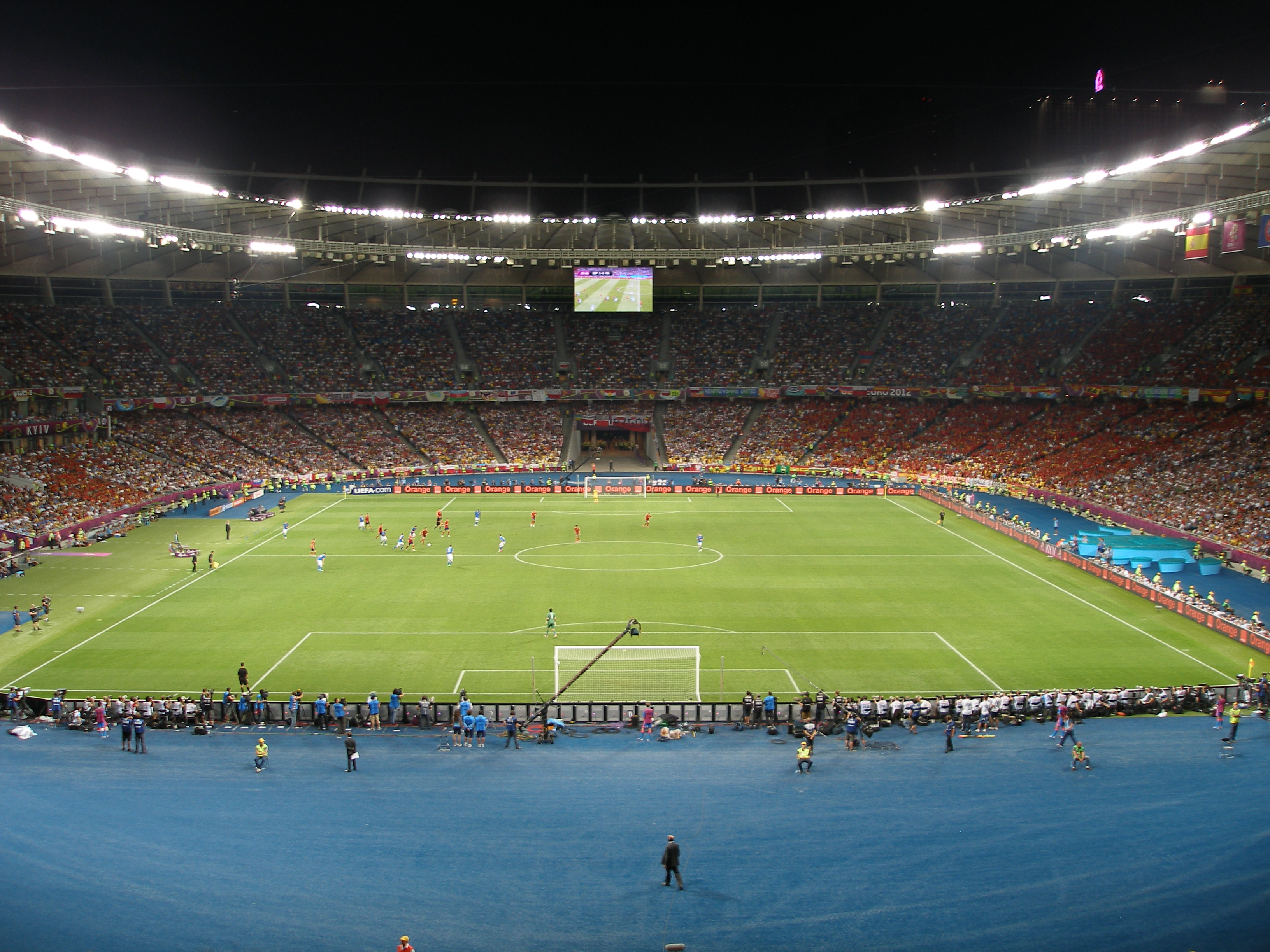
スタジアム内部全景
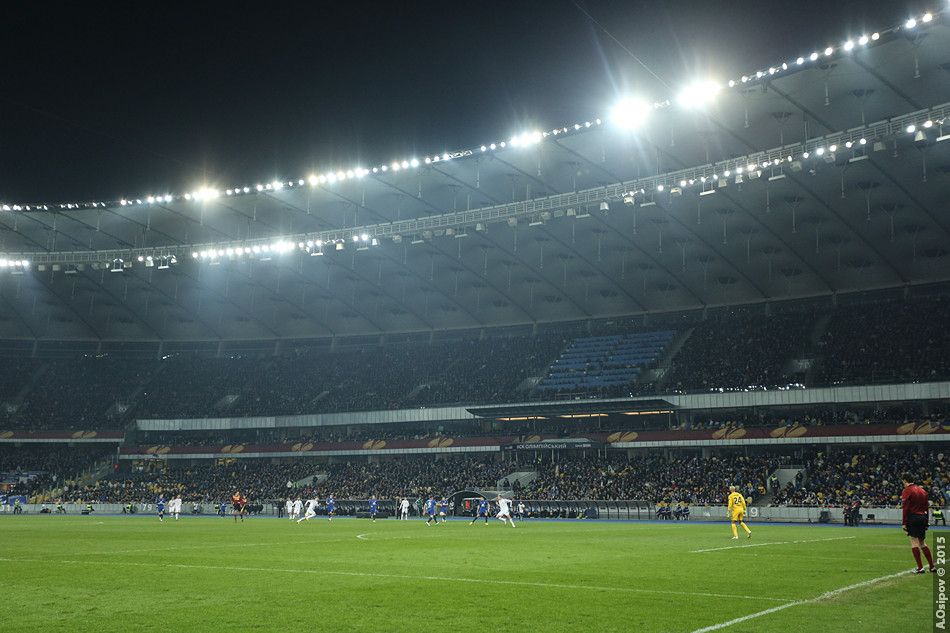
ピッチ(1)
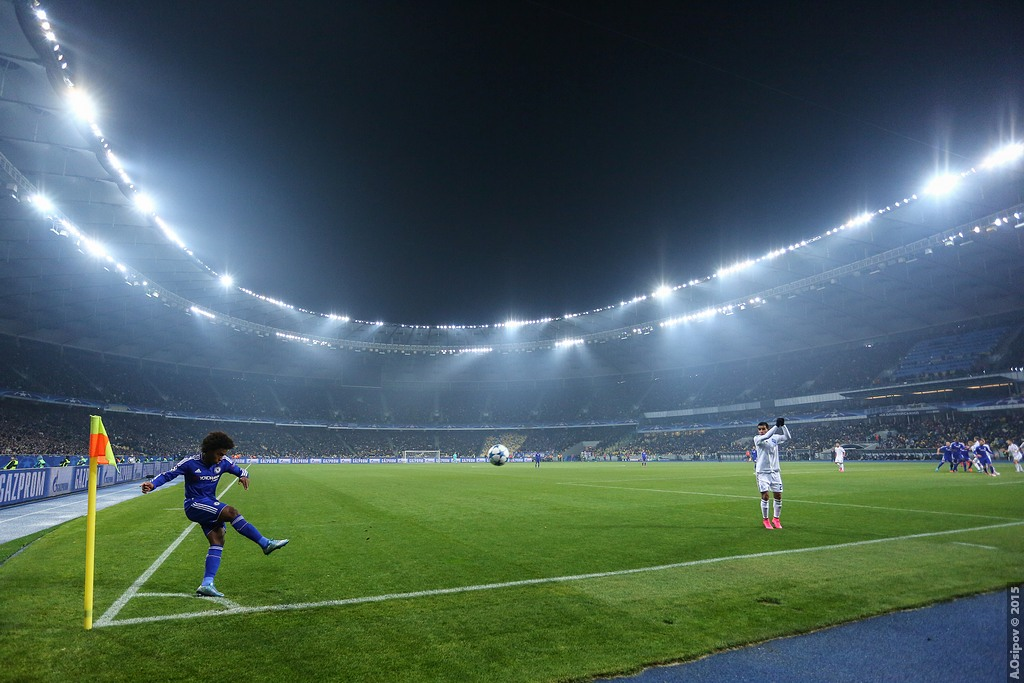
ピッチ(2)